# Transportador vesicular de glutamato
El transportador vesicular de glutamato (VGluT) es una proteína con dominio de multitransmembrana presente en la membrana vesicular de las neuronas. Es responsable de la captación de L-glutamato en el interior de vesículas sinápticas, para que así se pueda almacenar en la vesícula y libere el neurotransmisor a través de la exocitosis en la hendidura sináptica.  Los transportadores vesiculares de glutamato dependen del gradiente del protón que tengan en el sistema secretor siendo más ácidos que el citosol de la célula y tienen entre cien y mil la afinidad por el glutamato en relación con la afinidad que tienen los transportadores de aminoácidos (EAATs).

## Función en el ciclo neurotransmisor y vesicular
Cuando una acción potencial alcanza la terminación presináptica de una neurona, las moléculas neurotransmisoras excitatorias reclutadas y almacenadas por transportadores vesiculares en las vesículas presinápticas son liberadas dentro de la hendidura sináptica por exocitosis. Entonces, se enlazan a receptores sobre una dendrita postsináptica, la cual causa una acción potencial en la neurona receptora que induce, modula o amplifica la información bajo una cascada de señales.  El neurotransmisor es rápidamente removido desde la hendidura por los sodio-dependientes, de alta afinidad, transportadores de aminoácidos excitatorios (EAATs) que residen en la membrana plasmática de la terminación presináptica y de las células gliales en su alrededor. Cuando el glutamato es transportado dentro de las células gliales, se convierte en glutamina y vuelve de regreso a la célula presináptica (ciclo glutamato-glutamina). Un sistema de transporte vesicular regula el consumo de un glutamato reciclado o nuevamente sintetizado en el citosol, por lo tanto, el funcionamiento apropiado de VGluT y EAATs mantiene un correcto nivel de concentración intra y extra celular, antes, durante y después de la neurotransmisión. Por otro lado, las vesículas tras fusión con la membrana se recicla mediante endocitosis convencional, y VGluT praticipa en este proceso del ciclo de las vesículas sinápticas.

## Mecanismo

La actividad de VGluT acoplada al potencial de membrana. ∆μ_{H}+ = cambio en la captación de Glu, ∆ψ = cambio en el potencial de membrana. Adaptado de Ozaka y Ueda.

VGluT arbitra el empaquetamiento del glutamato al interior de vesículas sinápticas antes de la liberación del neurotransmisor provocado por la despolarización, y de manera dependiente del calcio, desde los terminales presinápticos. Su funcionamiento, está acoplado al gradiente electroquímico (∆μH+) de protón generado por la vacuola H+-ATPasa en la membrana vesicular. Es decir, la energía producida mediante la hidrólisis del ATP bombea iones de hidrógeno al interior de la vesícula, acidificando (∆pH) y cargando positivamente (∆ψ) la vesícula. VGluT se difiere de los transportadores vesiculares de otros tipos de neurotransmisor en que su actividad predominantemente depende del componente eléctrico del gradiente.
VGluT tiene baja afinidad (km= 1 a 3mM) al glutamato en comparación a los transportadores de aminoácido excitatorio (EAATs) presentes en la membrana plasmática (Κm= 5 a 50 μM) y comparte poca homología. La diferencia refleja el bajo nivel de tolerancia al glutamato extracelular, ya que las altas concentraciones de glutamato se asocian con neurotoxicidad.
La captura realizada por VGluT demuestra dependencia bifásica del ion cloro (Cl-): bajo nivel de concentración estimula la actividad mientras alto nivel la inhibe. El mecanismo exacto aún no es conocido, sin embargo, se especula que los iones de cloro negativamente cargados contrarrestan el flujo de los iones de hidrógeno positivamente cargados.

## Subtipos

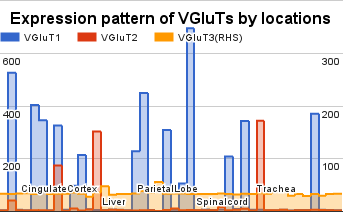
Las ubicaciones de expresión de VGluTs son complementarias.

Son conocidos tres tipos de Transportadores Vesiculares de Glutamato, VGluT 1-3 (SLC17A7, SLC17A6, y SLC17A8 respectivamente). El análisis primario de estas estructuras (las estructuras terciarias permanecen desconocidas) muestra que VGluT1 comparte una homología del 82, 4% con el VGluT2 y un 77, 4% con el VGlut3·. El VGluT2, por su parte, tiene un 76, 3% de secuencia superpuesta con el VGluT3.  Entre los tres muestran un alto grado de homología y pequeñas diferencias en las propiedades del transporte.
Sin embargo, sus diferencias vienen de la expresión predominante de cada subtipo de transportador. VGluT1 y VGluT2 muestran patrones complementarios de expresión en el sistema nervioso central de las neuronas glutamatérgicas. Por otro lado, VGluT3 se encuentra también expresado fuera del cerebro glutamatérgico y está presente donde los otros no lo están, como en las neuronas GABAérgicas, colinérgicas y monoaminérgicas. Aun así pareciera que las tres isoformas son expresadas en el desarrollo de la etapa de los astrocitos del cerebro. La expresión del VGluT3 aparece más tarde que las otras dos isoformas.

### VGluT1
También conocido como el transportador de fosfato de Na+ -dependiente específico del cerebro (BNPI), el VGluT1 del Homo sapiens consiste en una cadena de 560 de aminoácidos y su peso molecular es de aproximadamente 61. 5kD. Cuenta con 6 a 12 dominios transmembrana, Km  = 3, 4 mmol y Vmax  = 500 pmol / mg / min. Entre los inhibidores conocidos de Vglut1 están el H+ ionóforo, azul de Evans, ácido quinurénico y bromocriptina.
Debido a su patrón de expresión, es la principal isoforma de las tres VGluTs en la corteza, el hipocampo y corteza cerebral en el cerebro adulto, mientras que VGluT2 se expresa temporalmente en estos lugares durante el desarrollo postnatal.
Aunque VGluT1 exhibe un alto grado de homología de secuencia con VGluT2, el C-terminal de la primera contiene dos dominios poliprolina y una secuencia consecutiva de fosforilación en una región de aminoácidos ácidos.  La interacción de un dominio poliprolina con endofilina (un componente de la endocitosis recicladora de vesículas sinápticas dependiente de la clatrina), induce VGluT1 a una vía de reciclaje rápido tras la fusión de vesícula con la membrana plasmática en la liberación exocítica de glutamato, lo cual contribuye a mantener una densidad adecuada de las vesículas sinápticas.
También, se cree que el VGluT1 participa en la plasticidad sináptica. Se ha informado de que la deficiencia de VGluT1 en ratones dio lugar al deterioro de la potenciación del hipocampo a largo plazo, junto con un déficit específico en el aprendizaje espacial de reversión, lo que sugiere un papel funcional de VGluT1 en la plasticidad sináptica de la región cerebral.
Se ha observado una disminución de VGlut1 en el hipocampo y en la zona dorsolateral del córtex prefrontal en el cerebro de pacientes con esquizofrenia. .
También se ha informado un elevado nivel de la densidad de VGluT1 y 2 en el putamen del paciente con Parkinson, mientras la expresión del VGlut1 disminuye en el cortex prefrontal y el temporal, lo que sugiere que esta alteración está asociada con el desorden motor y cognitivo observado en los pacientes.

### VGluT2
En el organismo humano, Homo sapiens, se trata de una proteína codificada por el gen SLC17A6 (también llamada VGlut2 con identificador taxonómico 9606[NCBI]) que pertenece a la superfamilia principal de transportadores facilitadores, familia de cotransportadores y subfamilia VGlut, cuya función básicamente es, mediante vesículas sinápticas, captar glutamato de las células neuronales excitatorias en las terminales nerviosas presinápticas.
Del mismo modo, en cuanto a procesos biológicos, puede intervenir también en la mediación para el transporte de fosfato inorgánico y del ion sodio, actuar como transportador de iones y el transporte transmembrana de L-glutamato.
Tiene una masa atómica (expresada en kDa) de 64, 4. Está formada por 582 aminoácidos. Contiene 12 dominios transmembrana. Sus dominios -C y -N se encuentran intracelularmente. En cuanto a sus valores de km y Vmax son 0, 8 mmol/L y 190 pmol/mg/min, respectivamente. Existen sustancias que inhiben el VGlut2, como el azul de Evans, la bromocriptina y el ácido quinurénico.
Mediante un experimento en el cual usaron vesículas sinápticas inmunoisoladas recubiertas con anticuerpos, Herzog y sus coautores en el año 2006, pudieron comprobar que el VGlut1 y el VGlut2 se encuentran en las mismas vesículas.
Tanto uno como otro, están relacionados con enfermedades como la depresión, la enfermedad de Alzheimer, la esquizofrenia y el Parkinson y esto se debe en parte a la observación de que tanto expresiones del VGlut1 como del VGlut2 pueden hacer que neuronas que eran inhibitorias ahora sean excitadoras.
El VGlut2 puede localizarse en varios compartimentos subcelulares, como en la membrana de la vesícula sináptica, en las proteínas de membrana multi-pass o en el sinaptosoma. En cuanto a la expresión, tiene especificidad tisular, ya que predominantemente se expresa en el cerebro adulto, aunque en la fase de desarrollo, podemos verlo expresado en el cerebro fetal. Concretamente, lo podemos encontrar expresado en partes como el núcleo caudado, la amígdala, el lóbulo frontal, lóbulo occipital y lóbulo temporal, la corteza cerebral, el bulbo raquídeo, el hipocampo, el putamen, la médula espinal, la sustancia negra, el tálamo y el núcleo subtalámico.

### VGluT3
VGluT3 (Transporte Vesicular de Glutamato 3) que está codificado con el gen SLC17A8 es un miembro de la familia de los Transportadores Vesiculares de Glutamato que lleva dicho aminoácido al interior de las vesículas. Está relacionado con las enfermedades neurológicas y productoras del dolor.
Las neuronas son capaces de expresar VgluT3 cuando usan un neurotransmisor diferente al Glutamato, por ejemplo, en el caso específico de las neuronas centrales 5-HT El papel de este transportador poco convencional (VGluT3) aún permanece desconocido pero, de momento, se ha demostrado que en el sistema auditivo el VGluT 3 se ve envuelto en una rápida excitación glutamatérgica muy similar a los otros dos Transportadores Vesiculares VGluT 1 y VGluT 2.
Hay consecuencias conductuales y fisiológicas producidas por la ablación del VgluT3 ya que modula un amplio rango de procesos neuronales y fisiológicos como la ansiedad, la regulación sensorial, la impulsividad, la conducta agresiva, la percepción del dolor, el ciclo del sueño, el apetito, la temperatura corporal y la conducta sexual. Ciertamente, no se encontró un cambio significativo con respecto a las conductas relacionadas con la depresión y la agresión pero, sin embargo, la pérdida de VGluT 3 produce un fenotipo ampliamente ligado con la ansiedad.
Las fibras sensoriales nerviosas tienen diferentes formas de detectar la hipersensibilidad al dolor a través de las modalidades y velocidades sensoriales, pero de momento aún se desconoce cómo está relacionado con las distintas formas del hipersensibilidad, al dolor inflamatorio y al dolor neuropático. En este caso, el Transportador Vesicular de Glutamato 3 (VGluT3), está implicado en la hipersensibilidad mecánica después de la inflamación, pero su papel en el dolor aún se mantiene en debate.